# NASCAR Winston Cup de 2002
A Temporada da NASCAR Winston Cup de 2002 foi a 54º edição da Nascar, com 36 etapas disputadas o campeão foi Tony Stewart.